# Segelfluggelände Vielbrunn

i7
i11
i13
Das Segelfluggelände Vielbrunn liegt im Stadtteil Vielbrunn der Stadt Michelstadt im Odenwaldkreis in Hessen, etwa 7,5 km nordöstlich des Zentrums von Michelstadt.

## Flugbetrieb
Das Segelfluggelände ist mit einer 680 m langen und 30 m breiten Start- und Landebahn aus Gras (Richtung 17/35) ausgestattet. Es besitzt eine Betriebszulassung für Segelflugzeuge, Motorsegler und Ultraleichtflugzeuge. Starts und Landungen von vereinsfremden Motorflugzeugen und Motorseglern bedürfen einer Außenstart- und -landegenehmigung der hessischen Landesluftfahrtbehörde. Starts und Landungen von Ultraleichtflugzeugen sind nur Vereinsmitgliedern gestattet. Segelflugzeuge starten per Flugzeugschlepp oder Windenstart. Der Halter und Betreiber des Segelfluggeländes ist der Flugsportclub Mümlingtal e. V.

## Geschichte
Der Flugsportclub Mümlingtal e. V. wurde im April 1969 gegründet. Das Segelfluggelände Vielbrunn wurde im selben Jahr in Betrieb genommen.